# Madách Színház
A 20. században több olyan színházi vállalkozás is létrejött Budapesten, amely Madách Imre nevét viselte. Napjaink Madách Színháza a második világháború után szerveződött újra, és 1961-ben költözött mai helyére a VII. kerület, Erzsébet körút 29-33. szám alá (tervezte: Gaál Bertalan, 1908).

## Története

### A zeneakadémiai színház
1919-ben a Zeneakadémia kistermében Madách Színház néven kísérletezett egy, zömmel a frontról hazatért, szerződés nélküli színészekből alakult társulat, mely a Thália Társaság szellemi örököseként elsősorban magyar szerzőket és a kor modern európai drámaíróit vitték színre. Első bemutatójuk, egyben legnagyobb sikerük az 1919. március 5-én bemutatott, és százas szériát futó Holnap reggel című Karinthy Frigyes dráma előadása volt. Alig több mint egy évig működtek, igazgatója 1919. októberig Gaál Béla, ezt követően dr. Rácz Vilmos volt. Tevékenységük befejeződött, amikor a társulatot 1920 márciusában kilakoltatták a Zeneakadémiáról. Utolsó előadásként 1920. március 7-én Korcsmáros Nándor Veszedelmes ember című darabját adták elő.

### Gróf Károlyiék színháza
A következő Madách Színház 1940-ben nyílt meg a Madách tér 6. szám alatti épp elkészült, új épületben, mely a Károlyi család tulajdonába került. Itt kezdte meg működését az akkor 600 személyes színház a régi Madách Kamara (ma Örkény István Színház) őshelyiségében a legitimista, embermentő Károlyi Józsefné, fia, a rendezés iránt érdeklődő, húszéves Károlyi István és Földessy Géza igazgatásával, az intendáns Zilahy Lajos volt. A színház első előadása 1940. november 29-én Móricz Zsigmond Kismadár című drámája volt Dajka Margittal a címszerepben. 1941-ben, mivel Földessy vállalkozása nem bizonyult sikeresnek, Pünkösti Andor kapott megbízást a szakmai vezetésre, aki antifasiszta, friss szellemű színházat teremtett. A színház magyar szerzőknek, származásuk miatt állástalanná vált művészeknek adott helyet. Jellemző módon a vezető színész Várkonyi Zoltán volt, Károlyiék később bújtatták is őt. A német megszállás után, 1944-ben betiltották a színház működését.

### Színház a német megszállás alatt
A Madách Színház a Színművészeti Kamara főtitkárának, Cselle Lajosnak a vezetésével 1944. június 16-án nyitotta meg ismét a kapuit. A fasiszta művek előadásának Budapest ostroma véget vetett.
Bemutatók
- Kádár Lajos és Solymosi István: Ártatlanok
- Gerhart Hauptmann: Bernd Róza
- Fendrik Ferenc: Az én fiam

### A II. világháború utáni időszak
A háború után, 1945-ben Palasovszky Ödön kísérleti színházzal próbálkozott a Madách téren, majd 1946-ban Hont Ferenc igazgatásával a Színiakadémia színháza lett.
1947 októberében Állami Madách Színház néven – a magyar színházak közül elsőnek – államosították, a teljesen átszervezett társulat Barta Zsuzsa igazgatása alatt folytatta a munkát.
Egy évvel később kivették az (akkor már) Színház- és Filmművészeti Főiskola hatásköréből, és a Madách címtáblájáról levették az "Állami" jelzőt. 1949 áprilisától a Nemzeti Színház vette bérbe a színházat, elsőként Lope de Vega A kertész kutyája című drámáját játszották Bajor Gizi főszereplésével.
1951-ben az addig kamara jellegű szervezet nagyszínházi körülmények közé került: az akkori Izabella (ma Hevesi Sándor) téri Magyar Színház épületébe (1966 óta a Pesti Magyar Színház játszik ott) költözött az újjászervezett társulat Horvai István vezetésével.
1954-ben született meg a ma is működő konstrukció, amikor a Madách téri színházat a Madách Színház Kamaraszínháza néven a Madách Színházhoz csatolták.

### 1959–1972: Both Béla és Ruttkai Ottó
1961-ben a társulat a Lenin körút (ma Erzsébet krt.) 31–33. szám alatti, Kaufmann Oszkár tervei alapján megépült új színházba költözött, amely az 1953-ban lebontott Royal Orfeum helyére került. A nyitó előadás 1961. március 24-én Bertolt Brecht A kaukázusi krétakör című darabja volt, Ádám Ottó átütő erejű rendezésében, Psota Irén, Pécsi Sándor, Gábor Miklós, Váradi Hédi főszereplésével.
A Színházi adattárban regisztrált bemutatók száma, 1940-: 546.; ugyanitt 2105 előadás fotó is látható
Fontosabb előadások 1961-1971 között:
- 1960. Miller: Pillantás a hídról[8]
- 1961. Bertolt Brecht: A kaukázusi krétakör
- 1961. Sarkadi Imre: Elveszett paradicsom
- 1962. William Shakespeare: Hamlet
- 1962. Tennessee Williams: A vágy villamosa
- 1963. Füst Milán: Boldogtalanok
- 1963. George Bernard Shaw: Tanner John házassága
- 1964. Marcel Achard: A bolond lány
- 1964. Makszim Gorkij: Kispolgárok
- 1965. Németh László: Mathiász Panzió
- 1965. Federico García Lorca: Yerma
- 1965. Bertolt Brecht - Kurt Weill: Koldusopera
- 1966. Németh László: Az áruló

- 1967. Friedrich Dürrenmatt: A Nagy Romulus
- 1967. Edward Albee: Nem félünk a farkastól
- 1968. Makszim Gorkij: Éjjeli menedékhely
- 1968. Szép Ernő: Lila Akác
- 1969. Szomory Dezső: Hermelin
- 1969. Fejes Endre: Vonó Ignác
- 1970. Karinthy Ferenc: Gellérthegyi álmok
- 1970. Szophoklész: Oidipusz király
- 1971. Németh László: Bodnárné
- 1971. Henrik Ibsen: Peer Gynt

### 1972–1989: Ádám Ottó
1972–1989 között Ádám Ottó igazgatása alatt főleg a polgári színjátszás nemes hagyományait követte a színház. A Madách Kamarában a Madách Színház kiváló társulatának tagjai játszottak, a színház kortárs külföldi darabok gazdája és új magyar művek ihletője is volt. 1983-tól húsz éven át heti három estén a Kamarában lépett fel a magyar kabaréhagyomány kiemelkedő alakja, Hofi Géza.
Fontosabb előadások 1972-1982 között:
- 1972. Szomory Dezső: II. Lajos Király
- 1972. Molnár Ferenc: A hattyú
- 1972. Anton Pavlovics Csehov: Sirály
- 1973. Bertolt Brecht: Kurázsi mama
- 1973. William Shakespeare: Othello
- 1973. Szép Ernő: Vőlegény
- 1974. Neil Simon: A napsugár-fiúk
- 1974. Ronald Millar: Abelard és Heloise
- 1975. Sütő András: Csillag a máglyán
- 1975. Hubay - Vas - Ránki: Egy szerelem három éjszakája
- 1976. Nyikolaj Vasziljevics Gogol: Holt lelkek
- 1976. Illés Endre: Spanyol Izabella
- 1976. Németh László: Széchenyi
- 1977. William Shakespeare: Lóvátett lovagok
- 1977. Alekszej Arbuzov: Kései találkozás
- 1977. William Shakespeare: Hamlet
- 1977. Szabó Magda: Régimódi történet
- 1978. Bernard Slade: Jövőre veled ugyanitt
- 1978. G. B. Shaw: Pygmalion
- 1978. Molière: Tartuffe
- 1979. Molnár Ferenc: A doktor úr
- 1979. Anton Pavlovics Csehov: Három nővér
- 1980. Szabó Magda: A Meráni Fiú
- 1980. Ronald Harwood: Az öltöztető
- 1980. Brian Clark: Mégis, kinek az élete?
- 1980. Shakespeare: Sok hűhó semmiért
- 1981. Madách Imre: Az ember tragédiája
- 1981. Bernard Slade: Jutalomjáték
- 1981. Szép Ernő: Patika
- 1982. William Shakespeare: A Makrancos hölgy
- 1982. Anton Pavlovics Csehov: Ványa bácsi
- 1983. Görgey Gábor: Galopp a vérmezőn
- 1983. Háy Gyula: Isten, császár, paraszt
- 1983. T.S.Eliot - A.L.Webber: Macskák
- 1984. Arnold Wesker: A királynő katonái
- 1984. Molnár Ferenc: Játék a kastélyban
- 1985. Edmond Rostand: Cyrano de Bergerac
- 1985. William Shakespeare: Vízkereszt vagy amit akartok
- 1986. Dumas - Sartre: Kean, a színész
- 1986. Colin Higgins: Maude és Harold
- 1987. Békés Pál: A női partőrség szeme láttára
- 1987. Molnár Ferenc: Az ördög
- 1987. Anton Pavlovics Csehov: Cseresnyéskert
- 1987. Hofi Géza: Élelem bére
- 1988. Müller - Tolcsvay - Bródy: Doctor Herz
- 1989. Görgey Gábor: Komámasszony, hol a stukker?

### 1989–2004: Kerényi Imre
1989-ben Kerényi Imre igazgató-főrendező irányításával modern játékstílussal, nagyszabású musicalek bemutatásával újult meg a Madách Színház.
1990-ben Huszti Péter lett a Madách Kamara Színház művészeti vezetője, a színház műsora a bulvárirodalom felé tolódott, bár Huszti Péter és Kolos István rendezésében, egy-egy komolyabb mű is színpadra került.
Fontosabb előadások 1989-1998 között:
- 1989. Moldova György: Malom a pokolban
- 1990. Németh Ákos: Lili Hofberg
- 1990. Zemlényi - Mészöly: Hoppárézimi
- 1990. Péreli - Aldobolyi Nagy - G. Dénes: Roncsderby
- 1991. Masteroff - Kander - Ebb: Cabaret
- 1991. T. Rice - A. L.Webber: József és a színes szélesvásznú álomkabát
- 1991. William Shakespeare: Lear király
- 1991. Tolcsvay - Müller - Müller: Mária evangéliuma
- 1992. Molnár Ferenc: A testőr
- 1994. Friedrich Schiller: Stuart Maria
- 1995. Molnár Ferenc : Vörös malom
- 1995. Müller-Tolcsvay-Müller: Isten pénze
- 1996. William Shakespeare: Ahogy tetszik
- 1996. Marriott – Foot: Csak semmi szex, angolok vagyunk
- 1996. Black - Hart –Webber: A szerelem arcai
- 1996. Bock-Stein-Harnick: Hegedűs a háztetőn
- 1996. Edmond Rostand: A sasfiók
- 1996. Thomas Mann: Márió és a varázsló
- 1997. Stephen Sondheim - Hugh Wheeler: Egy nyári éj mosolya
- 1997. Marshall Karp: Örömszülők
- 1997. Kosztolányi Dezső: Édes Anna
- 1997. Lionel Bart: Olivér
- 1997. Neil Simon: Mezítláb a parkban
- 1998. Herman Wouk: Zendülés a Caine hajón

1999-ben a Madách Színház teljes felújításon esett át Kerényi Imre művészeti vezetésével. A lezajlott rekonstrukció óta a Színház három játszóhellyel rendelkezik:
A Nagyszínház, amelynek nézőterén 804 fő foglalhat helyet, korszerű, minden igényt kielégítő technikai felszereltséggel rendelkezik, valamint klimatizált, így nyári üzemmódban is működhet. Közönségforgalmi terei, amelyek Kárpát-medencei, dalmáciai és észak-olasz mintájukkal enyhén mediterrán hangulatot idéznek, tágasak és komfortosak. A falakat Horesnyi Balázs díszlettervező tervei alapján készült művészi kivitelű díszfestés borítja.
A nézőtér mennyezetét Götz Béla, a színház vezető díszlettervezője által megálmodott freskó díszíti, melyen a commedia dell’arte álarcos figurái szállnak a felhős égen át egy közép-európai értelemben vett álomszínház felé és fölé (Panorámakép).
A Madách Stúdió 180 fő befogadására alkalmas, saját világítási és hangberendezéssel rendelkezik, nézőtere pedig előadásonként változtatható.
A Tolnay Szalon a Nagyszínház közönségfogadó tereihez szorosan csatlakozik, és két egymásba nyíló helyiségből áll. Nevét az 1998-ban elhunyt művésznő emlékére kapta. Kisebbik termében, ahol Tolnay Klári emlékhely létesült, rendszeresen képzőművészeti kiállítás kerül megrendezésre. Nézőtere 100 fő befogadására alkalmas.
Fontosabb előadások 1999-2004 között:
- 1999. Madách Imre: Az ember tragédiája
- 1999. Boublil-Schönberg: Nyomorultak
- 1999. Mikszáth Kálmán: Beszterce ostroma
- 2000. Arthur Miller: Alku
- 2000. Frederick Stroppel: Sors bolondjai
- 2000. Michail Sebastian: Névtelen csillag

2001-ben a Madách Kamara művészeti vezetését Mácsai Pál vette át. Az elkövetkező 3 évben – előkészítve a Kamara leválását a Madách Színházról -, a „Kismadách” folytatta azt a hagyományt, amelyet követve repertoárrendszerben, állandó társulattal játszott és színpadi irodalom remekeit állította színpadra.
Fontosabb előadások 2001-2004-ig:
- 2001. Jerome Kylti: Kedves hazug
- 2001. Kerényi-Balogh-Lázár: Csíksomlyói passió
- 2001. Tennessee Williams: Üvegfigurák
- 2001. Donald Margulies: Vacsora négyesben
- 2001. John Kander: Chicago
- 2001. Bernard Shaw: Sosem lehet tudni
- 2002. Szakonyi Károly: Turini nyár
- 2002. Puskin: Borisz Godunov
- 2002. Gyurkovics Tibor: Nagyvizit
- 2003. Andrew Lloyd Webber: Az Operaház Fantomja
- 2003. Dale Wassermann: Kakukkfészek

### 2004–: Szirtes Tamás
2004 februárjától Szirtes Tamás rendező került a Madách Színház ügyvezető igazgatói székébe. A Madách Színház arculata és műsorpolitikája jelentősen megváltozott. Művészi koncepcióját tekintve folytatta a Macskák 1983-as bemutatójával elkezdődött folyamatot, és repertoárján a színpadi próza jeles művei mellett a világ musical irodalmának legsikeresebb, legszínvonalasabb alkotásait kapnak helyet. Szirtes Tamás megbízatása 2027 január 30-ig szól.
2004. szeptember 21-én a Madách Kamara felvette az Örkény István Színház nevet, és 2009-ig a Madách Színház gazdasági és szervezeti egységeként, de önálló társulattal és művészi koncepcióval rendelkező repertoárszínházként működött. 2009. október 12-től pedig önállóvá vált az Örkény István Színház.
Fontosabb bemutatók 2004-től:
- 2005. Webber-Elton-Bródy: Volt egyszer egy csapat
- 2006. Brooks-Meehan: Producerek
- 2006. Neil Simon: Pletyka
- 2007. Szenvedély (Madách Színház / MÜPA)
- 2007. Simon-Hamlish-Sager: Édeskettes hármasban
- 2007. Bernard Slade: Jövőre, veled, ugyanitt 2.
- 2007. Ray Cooney: Ne most, drágám!
- 2007. T. S. Eliot-A. L. Webber: Macskák (Szegedi Szabadtéri Játékok)
- 2008. Rice-Webber: József és a színes szélesvásznú álomkabát
- 2009. Stroman-Weidman: Contact (Madách Színház / MÜPA)
- 2009. Neil Simon: És mennyi szerelem!
- 2009. Idle – DuPrez: Spamalot
- 2010. Frederick Stroppel: Sors bolondjai
- 2010. Rice - Webber: Jézus Krisztus Szupersztár
- 2011. Anthony Shaffer: Ördöglakat (Thália Színház/Madách Színház)
- 2011. Bolba-Szente-Galambos: Csoportterápia (I. Madách Musical Pályázat győztese)
- 2012. Disney-Cameron Mackintosh: Mary Poppins
- 2012. Vizy-Tóth-Szirtes-Szente: Én, József Attila (I. Madách Musical Pályázat döntőse)
- 2014.  Tanulmány a nőkről
- 2014. Andersson-Ulvaeus-Johnson-Craymer: Mamma Mia!
- 2016. Boublil-Schönberg: Les Misérables - A nyomorultak
- 2016. Bolba-Szente-Galambos: Meseautó
- 2017. Stoppard-Hall: Szerelmes Shakespeare
- 2018. Müller-Seress: Szomorú vasárnap
- 2018. Woody Allenː Hatalmas Aphrodité
- 2018. Webber-Slater-Fellowes: Rocksuli
- 2019. Bolba-Szenteː Liliomfi
- 2019. Hansard-Irglová-Walshː Once / Egyszer...
- 2020. Carol Rocamora: Örökké fogd a kezem! (online)
- 2020. Slade: Jövőre, veled, ugyanitt (online)
- 2021. Müller-Seress: Szomorú vasárnap (online)
- 2021. A. L. Webber - Don Black: Vasárnap mondd el! (online)
- 2022. Derzsi-Meskó: A tizenötödik (III. Madách Musical Pályázat győztese)
- 2022. Yazbek-Hornː Aranyoskám
- 2023. Marshall-Lawton-Adams-Vallance: Pretty woman (Micsoda nő!)
- 2023. Marlow-Moss: Six
- 2024. Boublil-Schönberg: Les Misérables - A nyomorultak
- 2025. Kristen Anderson-Lopez - Robert Lopez: Jégvarázs

A színház repertoárrendszerben működik. Egyszerre több nagy musicalt tart műsorán. Ezek a darabok éveken keresztül láthatók, és több százas sorozatot produkálnak.
A bemutatókat hosszú előkészület előzi meg, a szereplők kiválogatás országos méretű meghallgatás útján történik. A bemutatásra kerülő művek döntő többségben, önálló rendezésben, önálló művészi felfogásban, ún. non-replica előadásban kerülnek színre.
A Madách Színház tevékenységét hazai és nemzetközi siker és elismertség övezi. A színház évenként közel 350 előadást tart, mintegy 500 ezer hazai és külföldi néző jelenlétében.

## A színház nagyjai
- Színésznők: Almási Éva, Béres Ilona, Bencze Ilona, Csűrös Karola, Dajbukát Ilona, Dajka Margit, Domján Edit, Gombaszögi Ella, Hűvösvölgyi Ildikó, Ilosvay Katalin, Kádár Flóra, Káldi Nóra, Kállay Ilona, Kelemen Éva, Kiss Manyi, Lázár Mária, Lontay Margit, Moór Marianna, Nagy Anna, Pádua Ildikó, Schütz Ila, Sennyei Vera, Simor Erzsi, Soltész Annie, Sulyok Mária, Sunyovszky Szilvia, Szemere Vera, Pásztor Erzsi, Piros Ildikó, Psota Irén, Tolnay Klári, Váradi Hédi, Vass Éva
- Színészek: Ajtay Andor, Avar István, Bakay Lajos, Bálint György, Basilides Zoltán, Bessenyei Ferenc, Bodor Tibor, Darvas Iván, Fillár István, Gábor Miklós, Garics János, Greguss Zoltán, Gyenge Árpád, Hofi Géza, Horváth Ferenc, Horváth Jenő, Haumann Péter, Huszti Péter, Juhász Jácint, Kalocsay Miklós, Kerekes László, Kéry Gyula,Koltai János, Koncz Gábor, Körmendi János, Kőmíves Sándor, Ladányi Ferenc, Lesznek Tibor, Lőte Attila, Márkus László, Mensáros László, Némethy Ferenc, Paudits Béla, Pataky Jenő, Pécsi Sándor, Ráday Imre, Soós Imre, Szabó Sándor, Szerednyey Béla, Szénási Ernő, Tallós Endre, Timár Béla, Timár József, Ujlaky László, Uray Tivadar, Vándor József, Veszelinov András, Victor Gedeon, Zenthe Ferenc, Gálvölgyi János
- Rendezők: Pártos Géza, Pethes György, Pünkösti Andor, Horvai István, Vámos László, Ádám Ottó, Lengyel György, Szirtes Tamás, Kerényi Imre.
- Tervezők: Mialkovszky Erzsébet, Köpeczy Bócz István, Siki Emil, Vágó Nelly ' 'Rományi Nóra' '.

## Repertoár (2024/2025)
| Szerzők                                                        | Cím                                       | Rendező       | Bemutató dátuma      | Játszási hely  |
| -------------------------------------------------------------- | ----------------------------------------- | ------------- | -------------------- | -------------- |
| David Yazbek – Robert Horn                                     | Aranyoskám                                | Szirtes Tamás | 2022. szeptember 16. | Madách Színház |
| Boublil – Schönberg                                            | A nyomorultak                             | Szirtes Tamás | 2024. szeptember 20. | Madách Színház |
| Andrew Lloyd Webber                                            | Az Operaház Fantomja                      | Szirtes Tamás | 2003. május 30.      | Madách Színház |
| Derzsi György – Meskó Zsolt                                    | A tizenötödik                             | Szirtes Tamás | 2022. április 22.    | Madách Színház |
| Bolba Tamás – Szente Vajk – Galambos Attila                    | Csoportterápia                            | Harangi Mária | 2011. június 9.      | Madách Színház |
| Vizy Márton – Tóth Dávid Ágoston – Szirtes Tamás – Szente Vajk | Én, József Attila                         | Szirtes Tamás | 2012. február 10.    | Madách Színház |
| Tim Rice – Andrew Lloyd Webber                                 | Jézus Krisztus Szupersztár                | Szirtes Tamás | 2010. szeptember 17. | Madách Színház |
| Tim Rice – Andrew Lloyd Webber                                 | József és a színes szélesvásznú álomkabát | Szirtes Tamás | 2008. május 30.      | Madách Színház |
| Fazekas Mihály – Schwajda György                               | Lúdas Matyi                               | Cseke Péter   | 1996. október 19.    | Madách Színház |
| T. S. Eliot – Andrew Lloyd Webber                              | Macskák                                   | Szirtes Tamás | 1983. március 25.    | Madách Színház |
| Andersson – Ulvaeus – Johnson – Craymer                        | Mamma Mia!                                | Szirtes Tamás | 2014. szeptember 26. | Madách Színház |
| Disney – Cameron Mackintosh                                    | Mary Poppins                              | Szirtes Tamás | 2012. szeptember 21. | Madách Színház |
| Garry Marshall – J. F. Lawton – Bryan Adams – Jim Vallance     | Pretty Woman (Micsoda nő!)                | Szirtes Tamás | 2023. szeptember 15. | Madách Színház |
| Toby Marlow – Lucy Moss                                        | SIX                                       | Szirtes Tamás | 2023. október 14.    | Madách Színház |
| Szemenyei János – Győrei Zsolt – Schlachtovszky Csaba          | Vuk                                       | Hencz György  | 2014. november 15.   | Madách Színház |

## Társulat (2024/2025)

### Vezetés
- Igazgató: Szirtes Tamás
- Gazdasági igazgató: Wettstein Tibor
- Produkciós igazgató: Hőnig Zsuzsa
- Zenei vezető: Kocsák Tibor
- Tánckar művészeti vezető: Tihanyi Ákos
- Tánckar vezető: Molnár Ferenc
- Karmesterek: Bolba Tamás, Erős Csaba, Köteles Géza, Makláry László, Oberfrank Péter, Zádori László

### Színésznők
- Arany Timi
- Auksz Éva
- Bajza Viktória
- Balla Eszter
- Balogh Anna
- Baranyai Annamária
- Békefi Viktória
- Bencze Ilona
- Csákányi Eszter
- Csonka Dóra
- Détár Enikő
- Dichter Dóra
- Dobos Judit
- Foki Veronika
- Gadó Anita
- Gallusz Nikolett
- Gubik Petra
- Haraszti Elvira
- Horváth Mónika
- Hűvösvölgyi Ildikó
- Jenes Kitti
- Kapi Zsuzsanna
- Kardffy Aisha
- Kecskés Tímea
- Kisfaludy Zsófia
- Koós Réka
- Kovács Lotti
- Kökényessy Ági
- Krassy Renáta
- Ladinek Judit
- Lóránt Enikő
- Magyar Krisztina
- Mahó Andrea
- Molnár Gyöngyi
- Molnár Nikolett
- Muri Enikő
- Nagy-Kálózy Eszter
- Pacskó Dóra
- Pándy Piroska
- Peller Anna
- Rőser Orsolya Hajnalka
- Sáfár Mónika
- Sári Éva
- Simon Boglárka
- Szilvási Judit
- Szűcs Enikő Flóra
- Tóth Angelika
- Wégner Judit
- Zámbó Brigitta
- Zsitva Réka

### Színészek
- Ambrus Ákos
- Baksa András
- Barát Attila
- Berényi Dávid
- Bognár Zsolt
- Borbély Richárd
- Borsányi Dániel
- Cseh Dávid Péter
- Csengeri Attila
- Csiszár István
- Csonka András
- Csórics Balázs
- Derzsi György
- Egyházi Géza
- Ekanem Bálint
- Gábor Géza
- Galbenisz Tomasz
- Gréczy Balázs
- Hajdu Steve
- Jegercsik Csaba
- Jenei Gábor
- Jenővári Miklós
- Kalapács József
- Kiss Ernő Zsolt
- Kovács Szilárd
- Kovács Péter
- Kőrösi András
- Lőrincz Sándor
- Magyar Attila
- Mező Zoltán
- Miller Zoltán
- Molnár László
- Nádas Gábor Dávid
- Nagy Balázs
- Nagy Sándor
- Nagy Attila
- Nagy Róbert
- Németh Gábor
- Pásztor Ádám
- Pesák Ádám
- Posta Victor
- Puskás Péter
- Pusztaszeri Kornél
- Rezsnyák Róbert
- Sándor Dávid
- Sánta László
- Sasvári Sándor
- Serbán Attila
- Solti Ádám
- Sövegjártó Áron
- Stohl András
- Szaszák Zsolt
- Szemenyei János
- Szerednyey Béla
- Szerekován János
- Szervét Tibor
- Szolnoki Tibor
- Tóth Attila
- Török-Ujhelyi Tamás
- Vecsei László
- Weil Róbert
- Zöld Csaba

### Kórus / Ensemble
- Ágoston Máté
- Balog Tímea
- Borbély Brigitta
- Czakó Ádám
- Csóka-Vasas Kinga
- Dankó Zsolt
- Fellegi Lénárd
- Grimm Zsuzsa
- Márton Fruzsina
- Miklós Eponin
- Nemes Krisztina
- Nótás György
- Nyilas Edina
- Pethő Dorottya
- Plásztán Anett
- Porzsolt Éva
- Ruzicska László
- Szabó Gyula Győző
- Száraz Janka
- Szentirmai Zsolt
- Szilvássy Annamária
- Szumelidisz Krisztina
- Tömöri Tamás
- Ujszigeti Anna
- Veress Zsuzsanna
- Vincze Kata

### Táncművészek
- Asbolt Eszter Anna
- Bakó Máté
- Balázs Dávid
- Dimák Gréta
- Fortuna Zsanett
- György László
- Hajdu Gréta
- Horváth Renáta
- Kovács Richárd
- Krizsai Dávid
- Kuczora Ákos
- Németh Liza Johanna
- Rákli Tamás
- Sárközi Gyula József
- Szabó Bence
- Szeles Viktória
- Széphalmi Júlia
- Váradi Éva
- Varga Milán
- Végh Katalin
- Zombori Dorottya

## A színház igazgatói
| - Tölts fel képet | Földessy Géza (1940–1941)    |  | Horvai István (1951–1956)  |  | Szirtes Tamás (2004–jelenleg) |
|                   | Pünkösti Andor (1941–1944)   |  | Ladányi Ferenc (1957–1959) |  |                               |
|                   | Cselle Lajos (1944)          |  | Both Béla (1959–1964)      |  |                               |
|                   | Palasovszky Ödön (1945–1946) |  | Ruttkai Ottó (1964–1972)   |  |                               |
|                   | Hont Ferenc (1946–1947)      |  | Ádám Ottó (1972–1989)      |  |                               |
| - Tölts fel képet | Barta Zsuzsa (1947–1948)     |  | Kerényi Imre (1989–2004)   |  |                               |

## A színház alapította díj
- Vándor Pufi-díj, amelyet a színház társulata 1992 júniusában Vándor József (Pufi) halála után az emlékére hozott létre, és amelyet a társulat tagjainak a titkos szavazása alapján ítélnek oda a színház legjobb epizodistájának évente.[10]